# Estação Pushkinskaia (metro de Moscovo)
Pushkinskaia (em russo:  Пушкинская) é uma das estações da linha Tagansko-Krasnopresnenskaia (Linha 7) do Metro de Moscovo, na Rússia. Estação «Pushkinskaia» está localizada entre as estações «Kuznetskii Most» e «Barricadnaia».